# Sophronica vittata
Sophronica vittata là một loài bọ cánh cứng trong họ Cerambycidae.